# Lahnstein

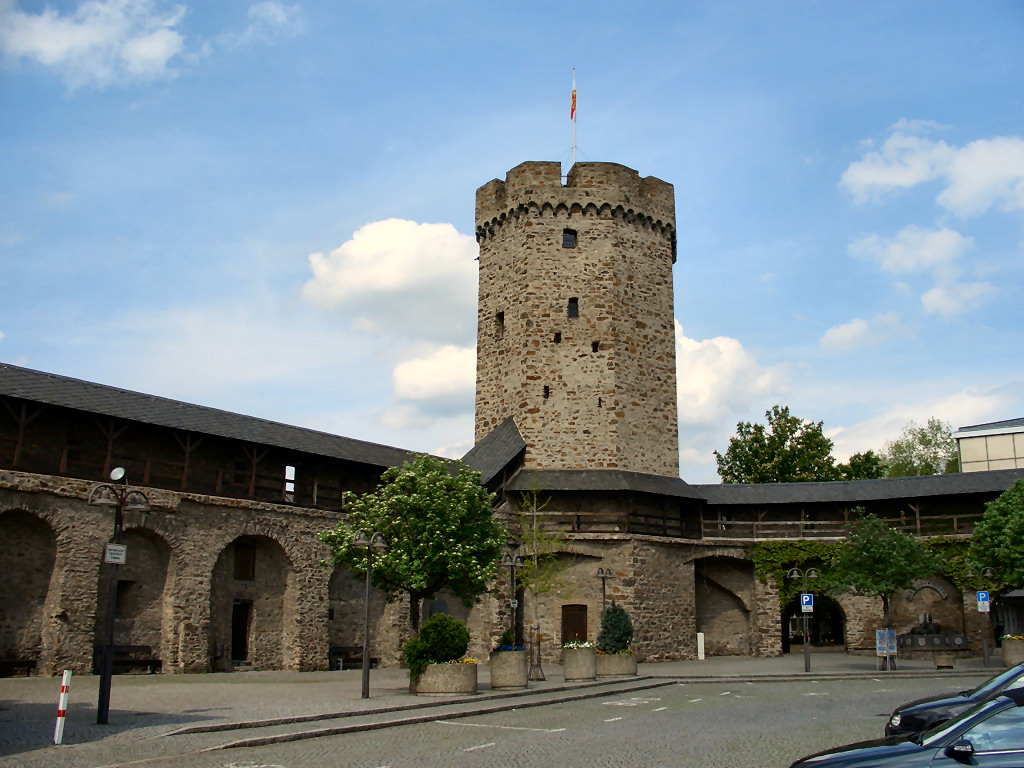
Hexenturm à Lahnstein

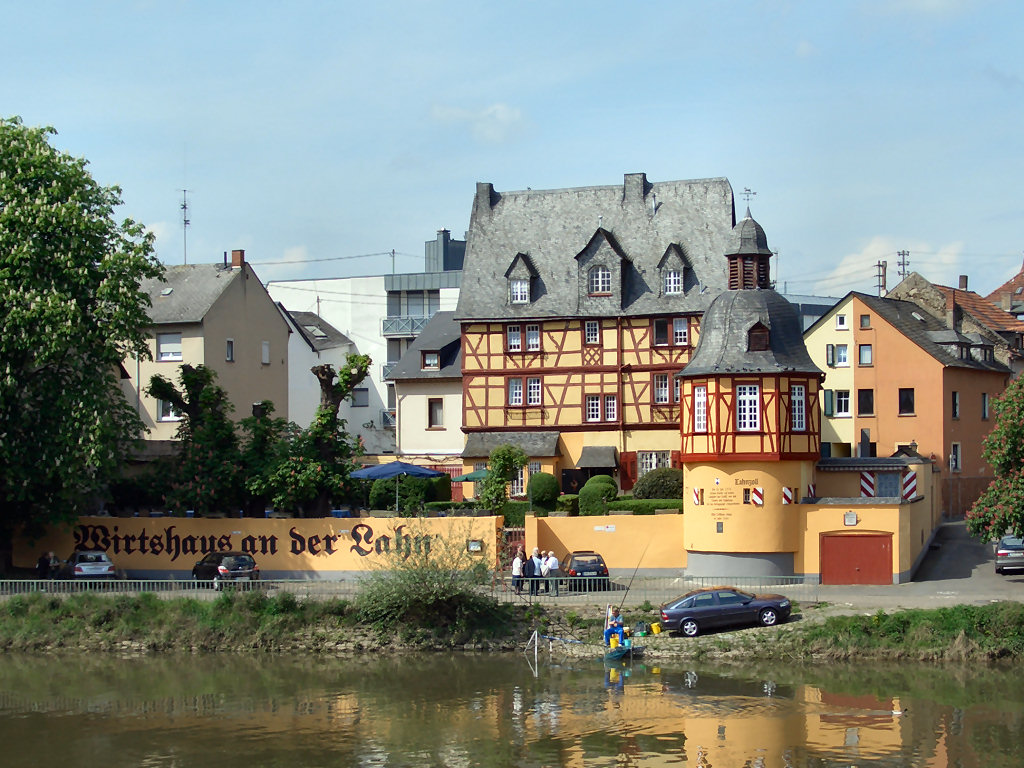
Wirtshaus an der Lahn

Lahnstein est une ville allemande en Rhénanie-Palatinat à l'embouchure de la Lahn et du Rhin, à 5 kilomètres au sud de Coblence. Le 7 juin 1969, la ville de Lahnstein est créée grâce à la fusion de Niederlahnstein et Oberlahnstein. Depuis 2002, Lahnstein et la vallée supérieure du Rhin moyen sont classés par l'Unesco comme patrimoine mondial (Welterbe Oberes Mittelrheintal).

## Histoire
| Appartenances historiques Électorat de Trèves 1018-1803 Nassau-Usingen 1803-1806 Duché de Nassau 1806-1866 Royaume de Prusse (Province de Hesse-Nassau) 1866-1918 République de Weimar 1918-1933 Reich allemand 1933-1945 Allemagne occupée 1945-1949 Allemagne 1949-présent |

En 369, les Romains érigent un fort à l'embouchure de la Lahn à l'emplacement de l'actuel Niederlahnstein. En 1226, l'archevêque de Mayence Siegfried III von Eppstein construit le château de Lahneck pour protéger son domaine. 
En 1542, la peste éclate à Lahnstein. Pendant la guerre de Trente Ans, les deux parties de la ville sont occupées tour à tour par les troupes impériales, suédoises, françaises et celles de la Hesse.
Entre 1795 et 1800, pendant les campagnes napoléoniennes, Oberlahnstein et Niederlahnstein sont occupées par les troupes françaises, autrichiennes, prussiennes et russes.
Après la Première Guerre mondiale, entre 1918 et 1929, Lahnstein est occupée par les troupes françaises. En 1938, pendant la Nuit de Cristal, la synagogue de la ville est détruite. En 1944-1945, la ville fut presque entièrement détruite par les bombardements des Alliés. Le 7 juin 1969, les deux villes de Niederlahnstein et Oberlahnstein fusionnent et forment désormais Lahnstein.

## Personnalités liées à la commune
- Anton Dahlem (1859-1935), homme politique né et mort à Niederlahnstein.
- Manfred Schneider (1953-2008), compositeur allemand, y a vécu et y est mort.
- Manuela Grochowiak-Schmieding (1954-), femme politique allemande, née à Oberlahnstein.
- Roger Lewentz (1963-), homme politique allemand, né à Oberlahnstein.
- Daniel Bahr (1976-), homme politique allemand, né à Lahnstein.

## Jumelages
La ville est jumelée avec Vence (France) depuis 1967 et avec Kettering (Royaume-Uni) depuis 1956.

## Culture et tourisme
Oberlahnstein :
- le Burg Lahneck, surplombant la ville et la Lahn. Tout au long de l'année, le château accueille des spectacles et concerts.
- le château de Martinsburg
- les vestiges des remparts avec la Hexenturm (Tour des Sorcières)
- la vue sur le Rhin et le château de Stolzenfels

Niederlahnstein :
- la Johanniskirche
- l'auberge sur la Lahn (Wirtshaus an der Lahn)

## Sport
Lahnstein compte des installations sportives :
- le Rhein Lahn Stadion à Niederlahnstein
- une piscine
- club de football
- volleyball
- aviron

## Manifestations régulières
- Rhein in Flammen : chaque deuxième samedi d'août a lieu un feu d'artifice grandiose au-dessus du Rhin.
- Lahneck Live : de nombreux festivals, représentations et concerts ont lieu toute l'année au Burg Lahneck.
- Le théâtre de Lahnstein : le théâtre accueille les spectateurs tout au long de l'année.
- Les Kirmes[Quoi ?] : elles ont toujours lieu en septembre.
- Le carnaval à Oberlahnstein

## Économie
La présence à Lahnstein des brasseurs Lahnsteiner Brauerei, depuis le XVIIe siècle, est à noter.

## Éducation
- Goethe-Schule à Oberlahnstein
- Schiller-Schule à Niederlahnstein
- Grundschule Friedrichssegen
- Kaiser-Wilhelm-Schule à Oberlahnstein
- Realschule Lahnstein à Oberlahnstein
- Freiherr-vom-Stein-Schule à Oberlahnstein
- Marion-Dönhoff-Gymnasium à Oberlahnstein
- Johannes-Gymnasium Lahnstein à Oberlahnstein (établissement privé catholique)
- BBS in Oberlahnstein (école d'apprentissage)
- VHS Lahnstein